# Rubén Palacios
José Rubén Palacios Bravo (* 6. Februar 1950 in Mar del Plata) ist ein ehemaliger argentinischer Fußballspieler. Der Mittelfeldspieler wurde vier Mal nationaler Meister und stand 1975 im Finale der Copa Libertadores.

## Karriere
Rubén Palacios begann seine Karriere 1967 beim CA Alvarado und wechselte 1969 zu den Boca Juniors, mit denen er zwei Meisterschaften und die erstmals ausgetragene Copa Argentina gewann. Nach zwei Jahren bei Gimnasia La Plata schloss er sich dem chilenischen Klub Unión Española an. In seiner Debütsaison wurde er chilenischer Meister und erreichte das Finale der Copa Libertadores 1975, in dem Unión Española dem Rekordsieger CA Independiente erst im Entscheidungsspiel unterlag. Zwei Jahre später gelang ihm der Gewinn seiner zweiten chilenischen Meisterschaft. Nach der Saison 1978 beendete Palacios seine Karriere.

## Erfolge
Boca Juniors
- Argentinischer Meister: 1969 N, 1970 N
- Argentinischer Pokalsieger: 1969

Unión Española
- Chilenischer Meister: 1975, 1977